# Večka kula
Večka kula,  je utvrda iz 16. stoljeća u općini Starigrad u Zadarskoj županiji.
Večka kula datira iz 16. stoljeća i dobiva naziv zbog izgrađenosti na lokaciji Večkog polja na samoj obali Starigrada. Sagrađena u svrhu obrane od Turaka i pripada selu Vuče, a spominje se 1508. Lokacija sela je u današnjem mjestu Seline, i smatra se da crkva sv. Petra pripada Selinama. U napadima Turaka kula ima veliki strateški značaj u kontroli plovidbe brodova u Velebitskom kanalu. Važni plovidbeni pravci su bili od kule preko Vinjerca i ulazak u Zadarski kanal. Kopneni put vodi kroz Veliku Paklenicu, pored utvrde Paklarić smještene na ulazu u kanjon i dalje  preko Velebita. Dijelovi kule jednim dijelom su pod morem, i pretpostavlja  se da po rupama u zidovima  za grede u unutrašnjosti je bila na tri kata. Na vrhu kule vidu se maleni prozori zakošenih usjeka što asocira na puškarnice. Mnoge su legende ispričane o kuli, najzanimljivije su o kralju Pasoglavu.